# Абросимов, Илья Иванович
Илья Иванович Абросимов (1890—1968) — председатель колхоза «Горшиха» (село Медягино Ярославского района Ярославской области) в 1937—1954 годах; Герой Социалистического Труда (1949).

## Биография
Илья Иванович Абросимов родился и вырос в селе Медягино. Воевал на фронтах Первой мировой войны, домой вернулся в 1917 году. Женился на местной девушке Марии Константиновне. Работал в отцовском хозяйстве, затем бригадиром, завхозом, заседал в волисполкоме. Был хорошим агрономом и зоотехником.
В 1937 году принял у Ф. А. Щукина созданный тем в Медягино колхоз «Горшиха». На годы его руководства выпало трудное время Великой Отечественной войны. Под руководством И. И. Абросимова колхоз «Горшиха» стал крепким хозяйством с высочайшими доходами. Племенной молодняк от горшихинского стада ярославской породы коров расходился в разные регионы страны и за рубеж. При И. И. Абросимове колхоз был награждён орденом «Знак Почёта», а сам он в 1949 году был удостоен звание Героя Социалистического Труда с вручением ордена Ленина и знака особого отличия — золотой медали «Серп и Молот».
В 1954 году Илья Иванович ушёл на пенсию. В 1957 году председателем колхоза стал сын Ильи Ивановича — Николай, впоследствии дважды кавалер ордена Ленина.